# گروه کرونوس
گروه کرونوس (انگلیسی: The Khronos Group, Inc) یک کنسرسیوم صنعتی غیرانتفاعی آمریکایی است که در ایجاد واسطهای برنامه‌نویسی برنامه آزاد و بدون حق امتیاز با هدف ایجاد استاندارد باز، متمرکز شده‌است. این گروه تلاش می‌کند تا استانداردهایی برای ایجاد و پخش سریع رسانه‌های پویا در طیف گسترده‌ای از سکوها و دستگاه‌ها ارائه کند. اعضای کرونوس می‌توانند در توسعه مشخصات APIهای کرونوز مشارکت داشته باشند، در مراحل مختلف قبل از استقرار عمومی رأی دهند و سرعت بخشیدن به سکوها و برنامه‌های خود را از طریق دسترسی زودهنگام به پیش نویس مشخصات و تست‌های انطباق تسریع کنند.

## تاریخچه
گروه کرونوس در سال ۲۰۰۰ توسط شرکت‌هایی از جمله ATI Technologies , Discreet , Evans &amp; Sutherland، شرکت Intel، NVIDIA، Silicon Graphics (SGI) و Sun Microsystems تأسیس شد. این گروه هم‌اکنون بیش از ۱۴۰ شرکت عضو، بیش از ۳۰ پذیرنده و ۲۴ عضو هماهنگ دارد. پرزیدنت آن نیل تروت است.

## گروه‌های کاری

### استانداردهای فعال
- تجارت سه بعدی، گردش کار دارایی سه بعدی را برای خرده فروشی آنلاین تراز می‌کند
- ANARI، رابط تحلیلی تحلیلی برای تجسم داده‌ها
- COLLADA، یک فرمت پرونده برای تسهیل تبادل دارایی‌های دیجیتال سه بعدی در نظر گرفته شده‌است
- EGL، واسطی بین APIهای پردازش مانند OpenGL ES یا OpenVG و مدیر پنجره بومی[۲]
- glTF، یک فرمت برای نگهداری صحنه‌ها و مدل‌های سه بعدی[۳]
- NNEF با فعال کردن ترکیبی غنی از ابزارهای آموزش شبکه عصبی و موتورهای استنتاج که توسط برنامه‌ها در طیف وسیعی از دستگاه‌ها و سیستم عامل‌ها مورد استفاده قرار می‌گیرد، باعث کاهش قطعه قطعه سازی یادگیری ماشینی می‌شود.[۴]
- OpenCL , API محاسبات ریاضی چندسکویی[۵]
- OpenGL , API محاسبات گرافیکی چندسکویی
- OpenGL ES، مشتقی از OpenGL برای استفاده در سیستم‌های تلفن همراه و سامانه‌های نهفته مانند تلفن‌های همراه، دستگاه‌های قابل حمل بازی و موارد دیگر
- OpenGL SC، یک نمایه امن برای OpenGL ES است که برای پاسخگویی به نیازهای بازارهایی که در آن ایمنی حیاتی است طراحی شده‌است
- OpenVG , API برای تسریع پردازش گرافیک‌های برداری دو بعدی
- OpenVX , API شتاب سخت‌افزاری برای برنامه‌ها و کتابخانه‌های Computer Vision
- OpenXR، یک استاندارد آزاد و بدون حق امتیاز برای واقعیت مجازی و برنامه‌ها و دستگاه‌های واقعیت افزوده
- SPIR، یک هدف کامپایلر واسطه برای OpenCL و Vulkan
- SYCL، یک منبع C ++ DSEL برای محاسبات ناهمگن
- Vulkan , API گرافیکی رایانه ای کم هزینه
- Vulkan SC، بر اساس Vulkan API برای صنایعی که ایمنی در آن‌ها حیاتی است.
- WebGL، کتاب‌خانه ای برای اتصال جاوا اسکریپت به OpenGL ES در یک مرورگر در هر پلتفرمی است که از استانداردهای گرافیکی OpenGL یا OpenGL ES پشتیبانی می‌کند

## اعضا
گروه کرونوس اعضای خود را به این صورت دسته‌بندی می‌کند:
- اعضاء مروج - حق مشارکت و مشارکت گروه کار کامل را دارند. به علاوه حق تعیین یک نفر برای برد کرونوس
- اعضای مشارکت کننده - حق مشارکت و رای دهی و مشارکت گروه کار کامل را دارند.
- اعضای وابسته - مانند بالا اما بدون حق رای. فقط برای شرکتهایی که کمتر از ۱۰۰ کارمند دارند در دسترس است.
- اعضای آکادمیک - مشارکت کامل کارگروه اما بدون حق رأی گروه کاری دارند.
- مشارکت کنندگان فردی - فقط با دعوت موجود است.